# جداسازی ایزوتوپ

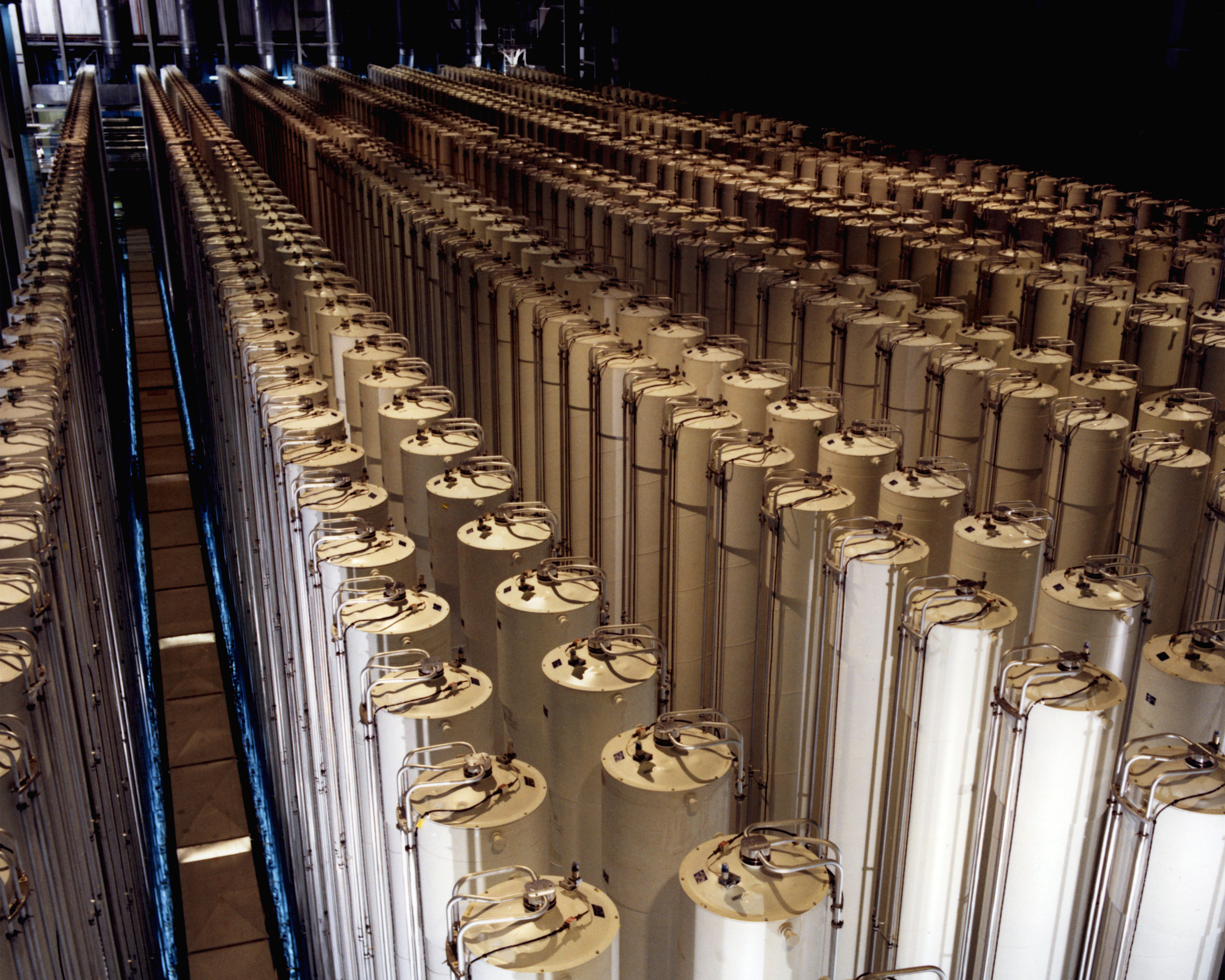
فرایند جداسازی ایزوتوپ در سانترافیوژ

در فناوری هسته‌ای جداسازی ایزوتوپ به فرایندی گفته می‌شود که طی آن یکی از ایزوتوپ‌های خاص یک عنصر شیمیایی از دیگر ایزوتوپ‌ها جداسازی می‌شود. یکی از مثال‌های مهم و کاربردی این تکنیک جداسازی ایزوتوپ اورانیوم-۲۳۵ از اورانیوم-۲۳۸ جهت تولید سوخت هسته‌ای است. این فرایند اصولاً فرایندی پیچیده و سخت است چرا که ایزوتوپ‌های یک عنصر شیمیایی خواص شیمیایی یکسانی دارند و در نتیجه جداسازی آن‌ها از روش‌های کلاسیک شیمیایی امکان پذیر نیست.